# Хельсинки Сигаллс
«Хе́льсинки Си́галлс» — финский баскетбольный клуб из Хельсинки. Выступает в чемпионате Финляндии.

## История
Команда была создана в 2013 году и получила место во втором дивизионе финского баскетбола после расформирования «Торпан Поят». Игровой состав команды составляли бывшие игроки «Торпан Поят». Первым главным тренером команды стал Микко Ларкас.
Свой дебютный сезон 2013/2014, «Хельсинки Сигаллс» начал с 10 побед подряд. Команда выиграла в общей сложности 25 из 28 игр регулярного сезона заняв первое место в своём дивизионе. Самым результативным игроком команды стал Джош Гоннер, в среднем набирая 20,5 очков за игру.

## Достижения
Чемпионат Финляндии
- Чемпион: 2022/23
- Бронзовый призёр: 2017, 2018, 2021, 2022

Кубок Финляндии
- Победитель: 2020, 2021, 2022
- Финалист: 2023